# Helga Wullweber
Helga Wullweber (* 1947 – gest. 28. September 2017 in Berlin) war eine deutsche Rechtsanwältin und ehemalige Politikerin (GAL).

## Leben

### Juristische Karriere
Helga Wullweber studierte Rechtsgeschichte und Jurisprudenz in Göttingen und Berlin. Sie arbeitete als Rechtsanwältin in Hamburg und Berlin und spezialisierte sich auf Arbeitsrecht und  Sozialversicherungsrecht. Sie engagierte sich unter anderem im Republikanischen Anwältinnen- und Anwälteverein, wo sie Mitglied des Bundesvorstands war, und der Berliner Rechtsanwaltskammer. Wullweber war eine der Gründerinnen und mehrjährige Redakteurin der Fachzeitschrift Recht & Psychiatrie.
Wullweber veröffentlichte verschiedene Artikel zu juristischen Themen. So setzte sie sich 1993 in Kritische Justiz mit den ersten beiden Mauerschützen-Urteilen auseinander und kritisierte, dass die konkrete Situation der Grenzsoldaten durch das Abweichen von Wortlaut und Sinn des Schießbefehls nicht hinreichend beachtet worden wäre. Sie publizierte außerdem zu dem Thema Vergewaltigungen als Kriegswaffe und Kriegsvölkerrecht.
Wullweber war darüber hinaus Vorstandsmitglied der International Association of Lawyers against Nuclear Arms (IALANA).

### Politische Karriere
In ihrer politischen Arbeit stand Wullweber überwiegend in Opposition zu traditionellen Organisationen. Sie arbeitete mit Arbeitern und Betriebsräten sowie Frauengruppen wie Brot und Rosen und dem Friedensfrauennetzwerk Scheherezade zusammen. Sie war Mitarbeiterin des parlamentarischen Untersuchungsausschusses Orthopädie des allgemeinen Krankenhauses Barmbek.
Wullweber, initiierte als Mutter von zwei Söhnen den ersten Berliner „Babyladen“ -- es war ihr stets ein Anliegen, die Berufstätigkeit von Frauen zu fördern. Dies äußerte sich neben verschiedenen Publikationen auch in ihrer politischen Arbeit.
Von 1989 bis 1991 war sie Mitglied der Hamburgischen Bürgerschaft (13. Wahlperiode). Bis zum März 1990 gehörte sie der GAL-Fraktion an. Am 4. Oktober 1989 brachte ihre Partei eine Gesetzesvorlage für ein Quotierungsgesetz ein, das die schrittweise Anhebung des Frauenanteils bei Stellenbesetzungen, ein Mitbestimmungsrecht für gewählte Frauenbeauftragte und Sanktionen bei Nichterreichen der Quote vorsah. Wullweber hielt eine Rede, in der sie für die Annahme des Gesetzesentwurfs plädierte. Die Quotierung von Erwerbsarbeitsplätzen und Bevorzugung von Frauen bei gleicher Qualifikation wäre ihrer Meinung nach nötig, bis das Ziel der Gleichstellung der Geschlechter erreicht sei. Berufstätige Frauen sollten der Maßstab für die Organisation des Arbeitsalltags sein. Sie argumentierte: „Weil für Frauen die Vereinbarkeit von Beruf und Familie heute das dringlichste Problem ist, ist nur eine Politik zukunftsweisend, die auch die Frau aus der Enge der bürgerlichen Familie befreit und beiden, Frauen und Männern, das volle Spektrum des gesellschaftlichen Lebens erschließt“. Der Gesetzesentwurf wurde jedoch vom Ausschuss für Gleichstellung der Frau abgelehnt. Stattdessen trat 1992 ein weniger tiefgreifendes Gleichstellungsgesetz in Kraft. Wullweber äußerte sich enttäuscht, es hätte sich für Frauen wenig geändert und je näher die Verwirklichung einer frauenpolitischen Maßnahme rücke, desto größer werde der Widerstand der Männer.
Während der 13. Wahlperiode kam es innerhalb der GAL zu starken Differenzen und Abspaltungen, unter anderem bedingt durch den Beschluss der Landesmitgliederversammlung, die DDR anzuerkennen. Wullweber wurde am 9. April 1990 Teil einer unabhängigen Frauenfraktion, um „raus aus dem strömungspolitischen Clinch“ zu kommen.

## Publikationen (Auswahl)
- Helga Wullweber: Mama drin, Kind draußen-Ein Plädoyer für die Würde der Frauen im Parlament in: Zeit online, 9. März 1990.
- Die Ungeduld der Frauen ist die Macht der Männer. Sackgasse „positive Diskriminierung“ in: Standpunkt: sozial, Hamburger Forum für soziale Arbeit. 2/1992: Thema Frau in Hamburg. Hamburg 1992, S. 83–86.
- Kriegsverbrechen Vergewaltigung. in: Massenvergewaltigung. Krieg gegen die Frauen. hrsg. von Alexandra Stiglmayer, Freiburg/Breisgau 1993, ISBN  	 3-926023-41-4, S. 247–268.
- Vergewaltigung als Waffe und das Kriegsvölkerrecht. in: Kritische Justiz, 1993, Nr. 2, S. 179–193.
- Die Mauerschützen-Urteile in: Kritische Justiz 1993, Nr. 26, S. 49–62.
- The ‘psychiatric will’ oder ‘Das psychiatrische Testament’, in: Recht und Psychiatrie, 3. Jg. (1985), Nr. 1, S. 15–18.